# The Pastel Society

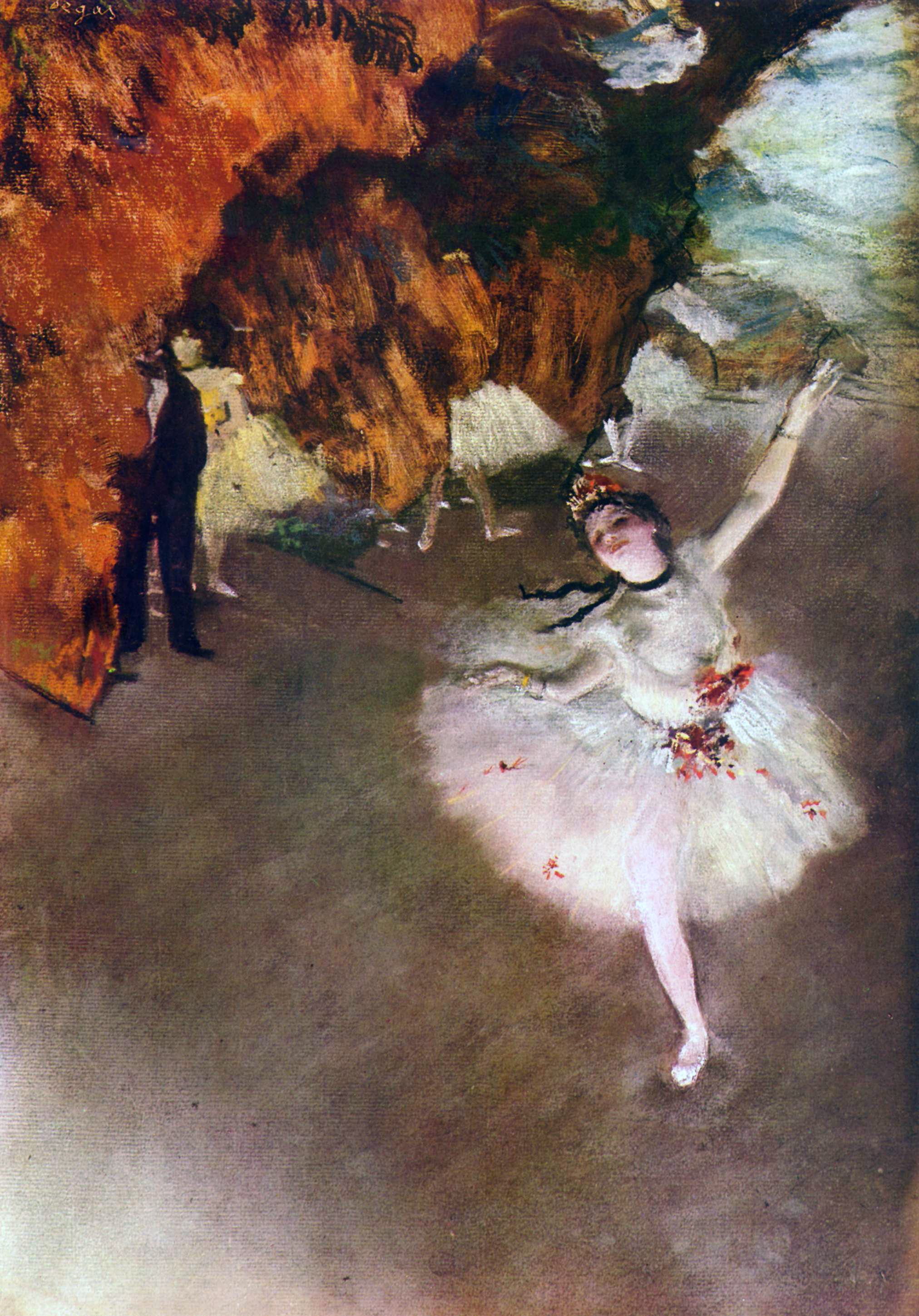
Edgar Degas

The Pastel Society ist eine britische Künstlervereinigung von Malern, die mit Pastellfarben arbeiten. Sie gehört der Federation of British Artists (FBA) an und hat ihren Sitz in den Mall Galleries in London, wo auch die anderen der insgesamt neun Mitglieder der Federation of British Artists untergebracht sind.

## Geschichte
Die Pastel Society wurde 1898 gegründet. Die erste Ausstellung fand am 4. Februar 1899 unter der Führung von George Frederic Watts statt, der auch erster Präsident der Gesellschaft wurde. Auf dieser Ausstellung, die in den Räumen der Royal Institute of Painters in Water Colours am Piccadilly veranstaltet wurde, waren auch Werke von Léon Augustin Lhermitte, Jean-François Millet und James McNeill Whistler zu sehen. An den folgenden Ausstellungen nahmen Frank Brangwyn, Edgar Degas, Auguste Rodin, William Rothenstein und John Singer Sargent teil.
Heute zählt die Society mehr als fünfzig Mitglieder, die als professionelle Künstler auf den britischen Inseln oder in Übersee arbeiten. Die Mitgliedschaft unterliegt einer strengen Auswahl nach technischen Fähigkeiten, Originalität und Innovation. Die Gesellschaft veranstaltet neben regelmäßigen Ausstellungen auch Workshops, Tutorials, Vorführungen und Vorträge in ganz Großbritannien. Die wichtigste Aktivität und zugleich Schaufenster der Gesellschaft ist aber die große jährliche Ausstellung in den renommierten Mall Galleries in London. Diese ist offen für Beiträge sowohl von Mitgliedern als auch Nichtmitgliedern. Für herausragende Werke werden Preise verliehen.

## Bekannte Künstler
- Frank Brangwyn (1867–1956), walisischer Maler, Grafiker, Illustrator und Designer
- Edgar Degas (1834–1917), französischer Maler und Bildhauer
- Thomas Millie Dow (1848–1919), schottischer Maler
- Laura Knight (1877–1970), Malerin
- Léon Augustin Lhermitte (1844–1925), französischer Künstler
- Jean-François Millet (1814–1875), französischer Maler
- Paula Rego (1935–2022), portugiesisch-britische Malerin und Grafikerin
- Auguste Rodin (1840–1917), französischer Bildhauer und Zeichner
- William Rothenstein (1872–1945), Maler, Zeichner und Graphiker
- John Singer Sargent (1856–1925), US-amerikanischer Porträt-Maler
- Walter Sickert (1860–1942), Maler
- George Frederic Watts (1817–1904), Maler und Bildhauer
- James McNeill Whistler (1834–1903), US-amerikanischer Maler